# Charlotte Engels

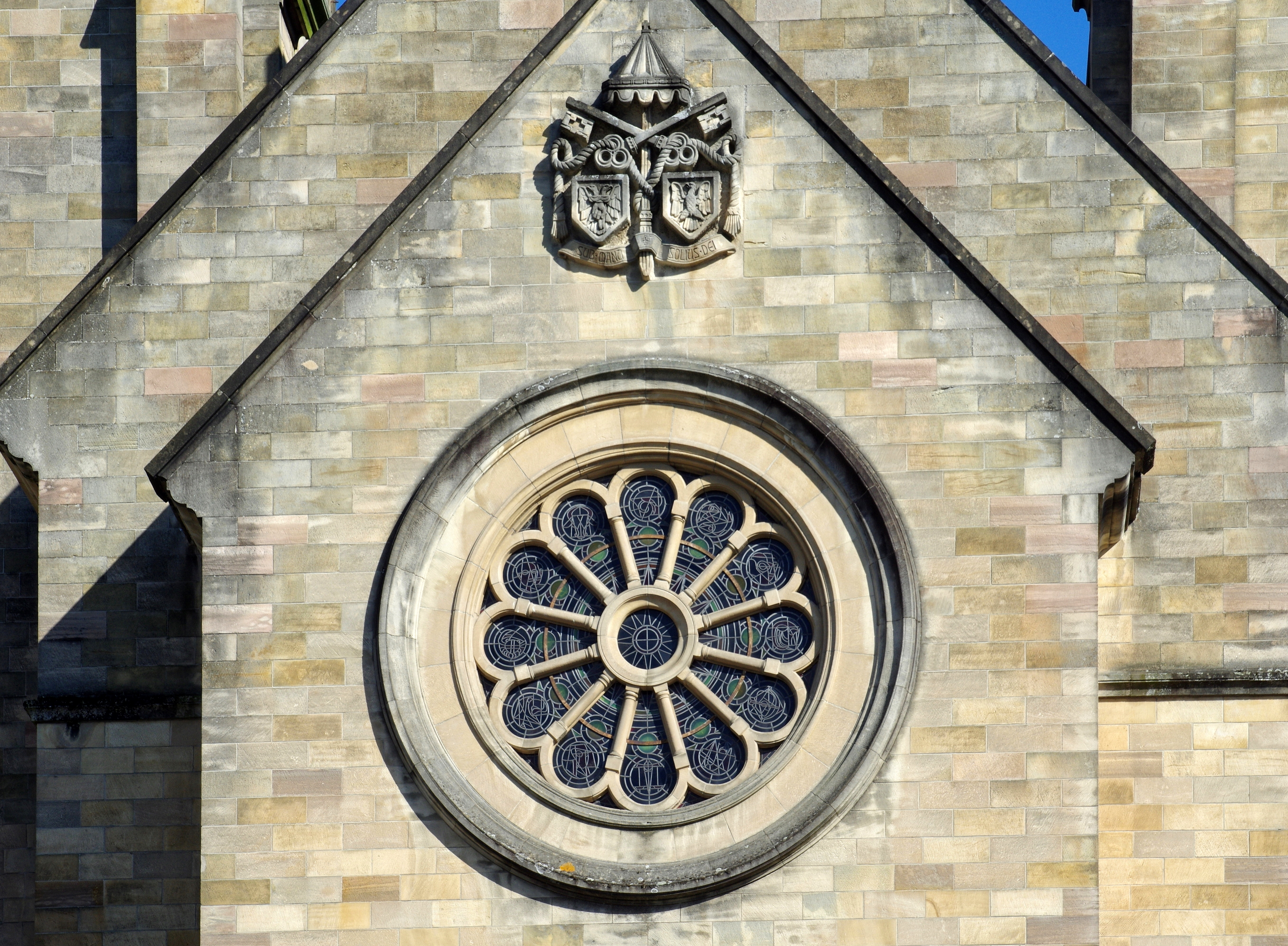
wapenschild (1953), Echternach

Charlotte Jeanne Engels (Luxemburg-Stad, 21 februari 1920 – Issy-les-Moulineaux, 28 oktober 1993) was een Luxemburgs beeldhouwer, medailleur en kunstschilder. Vanaf 1954 woonde en werkte de kunstenares in Frankrijk, maar ze behield de Luxemburgse nationaliteit.

## Leven en werk
Charlotte Engels was een dochter van handelaar Hypolit Mathias Angèle Engels en Marie Barbe Elise Jaminet. Ze studeerde bij Paul Niclausse aan de École nationale supérieure des beaux-arts (1945-1950) en een jaar bij Pierre Seguin aan de École des Monuments Historiques in Parijs.
Ze beeldhouwde bustes, gedenktekens, reliëfs en sculpturen en ontwierp keramiek voor de Manufacture nationale de Sèvres. Vanaf 1957 maakte ze enkele tientallen penningen in opdracht van onder andere de Franse Munt (Monnaie de Paris), de Club Français de la Médaille en de Luxemburgse Banque et Caisse d’Epargne de l’Etat. Ze ging pas later ook schilderen, en maakte aquarellen geïnspireerd op lyrische abstractie. Haar eerste grote beeldhouwopdrachten kreeg ze nog tijdens haar opleiding in Parijs: een gedenkteken voor de gevallenen in Lachapelle en een gedenksteen voor twee priesters die in de oorlog werden vermoord. Engels nam deel aan diverse tentoonstellingen en behaalde meerdere prijzen. Op de Salon du CAL, de jaarlijkse tentoonstelling van de Cercle Artistique de Luxembourg, won ze de Prix Grand-Duc Adolphe (1952). In 1954 verhuisde ze naar Parijs, later had ze haar atelier in Issy-les-Moulineaux. Ze won in Parijs de grand prix op de Salon des Femmes Peintres et Sculpteurs (1957), een medaille van de Société Académique Arts-Sciences-Lettres (1958) en de prix grand siècle op de Salon des Artistes Français (1968). In 1974 werd ze benoemd tot officier in de Orde van Verdienste van het Groothertogdom Luxemburg.
Engels overleed op 73-jarige leeftijd.

## Enkele werken
beeldhouwkunst
- 1947 Monument aux morts, Lachapelle-sous-Rougemont. Mede gewijd aan Engels' broer Pierre Engels en oom en voogd Pierre Jaminet, die tijdens de oorlog omkwamen.
- 1949 gedenksteen, ter herinnering aan twee tijdens de oorlog omgekomen Dehoniaanse priesters: de uit Luxemburg afkomstige Joseph Benedict Stoffels en Nicholas Anthony Wampach,[9] geplaatst in de Saint-Joseph Artisan-kerk in Parijs.
- 1950 bronzen plaquette voor Gestuerwen fir d'Hémecht, monument voor de verzetsstrijders in Bettembourg.
- 1952 calvarieberg, reliëf achter het midden van het altaar van de kerk van Steinheim.
- 1953 ontwerp wapenschild in reliëf, boven het hoofdportaal van de Sint-Willibrordbasiliek in Echternach. Met twee wapens, van de voormalige 'Reichsabtei' (tweekoppige adelaar) en het wapen van de stad Echternach. Uitgevoerd in steen door Henri Demuth.
- 1957 bronzen buste van Pierre Teilhard de Chardin in het Muséum national d'histoire naturelle.
- voor 1967 bustes van groothertog Jean van Luxemburg en groothertogin Josephine Charlotte voor de Kamer van Afgevaardigden en meerdere ministeries.
- 1967 bronzen reliëf voor de brug van Billancourt, ter herinnering aan een bevrijdingsslag.
- 1979 L'envol, sculptuur op de Aéroport de Luxembourg.[10]
- 1980 La famille, sculptuur in Kirchberg
- La porteuse d'eau, sculptuur bij het Syndicat des eaux du barrage d'Esch-sur-Sûre (SEBES) in Esch-Sauer.

penningen
- 1957 Pierre Teilhard de Chardin.
- Boeddha.
- Benjamin Constant.
- Robert Oppenheimer.
- 1967 Julien Green.
- 1967 Jean Racine, ter gelegenheid van het 300-jarig bestaan van diens stuk Andromaque.
- 1969 Gabriel Marcel.
- 1970 Paus Paulus VI en de encycliek Populorum Progressio.
- 1972 Charles de Gaulle, ter herinnering aan diens oproep van 18 juni 1940.
- 1973 Henri van Luxemburg, herdenkingspenning ter gelegenheid van diens meerderjarigheidsverklaring en benoeming tot 'Grand-Duc heritier'.
- 1974 Dmitri Mendelejev, ter gelegenheid van de 100e verjaardag van Mendelejevs periodiek systeem.
- 1975 Jean Meybeck.
- 1978 groothertog Jean en groothertogin Josephine Charlotte, met dubbelportret, ter gelegenheid van hun zilveren huwelijk.
- 1979 Spinoza.

overig
- 1947 illustraties voor het boek Am bloe Bösch van Schwârzmêrel. Luxemburg: St. Paulus Drëckerei.

## Fotogalerij

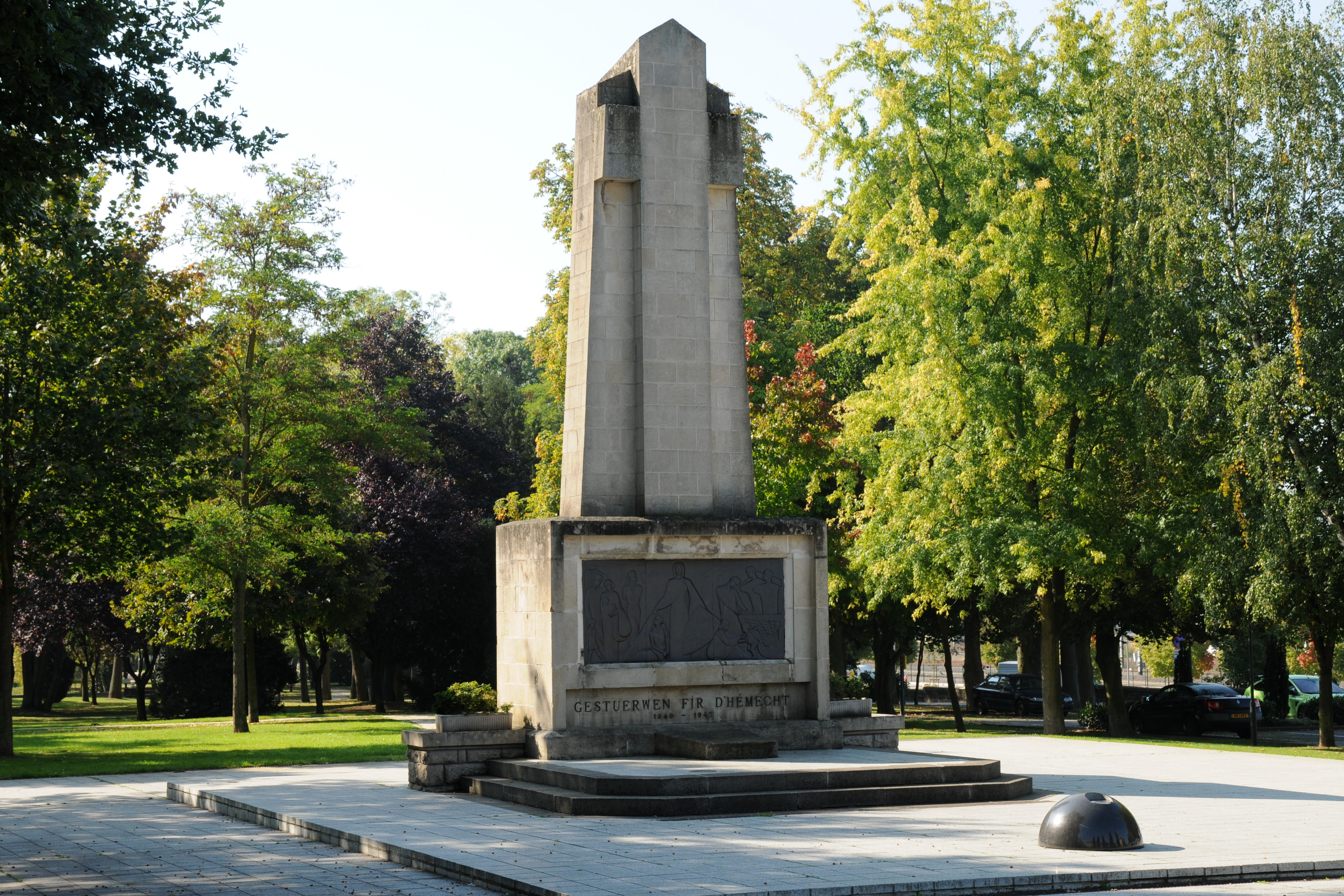
plaquette voor Gestuerwen fir d'Hémecht (1950), Bettembourg
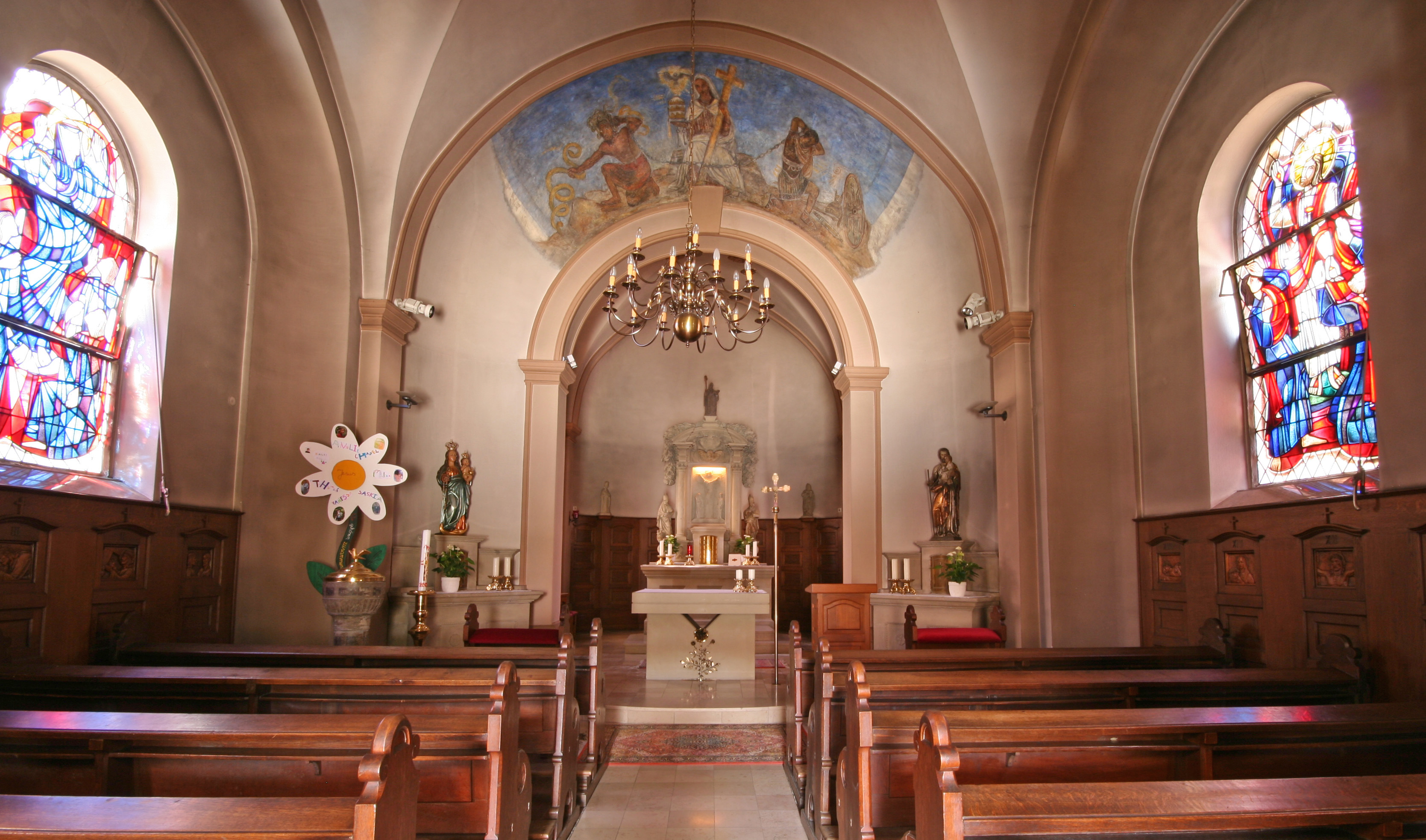
calvarieberg (1952), Steinheim

- Musée national d'archéologie, d'histoire et d'art: lkl000380